# Andrés Orozco
Andrés Felipe Orozco Vásquez (ur. 18 marca 1979 w Medellín) – kolumbijski piłkarz występujący na pozycji obrońcy.

## Kariera klubowa
Orozco karierę rozpoczynał w 1999 roku w zespole Deportes Quindío. W tym samym roku odszedł do Independiente Medellín. W 2001 roku wywalczył z nim wicemistrzostwo Kolumbii, a w 2002 roku mistrzostwo fazy Finalización. Na początku 2003 roku przeniósł się do argentyńskiego Racing Club. Jego barwy reprezentował przez 1,5 roku.
W 2004 roku Orozco przeszedł do meksykańskiego Dorados de Sinaloa. Spędził tam dwa lata. Następnie grał w Monarcas Morelia oraz Independiente Medellín. W 2007 roku trafił do brazylijskiego klubu SC Internacional. W tym samym roku zdobył z nim Recopa Sudamericana, a w 2008 roku Copa Sudamericana.
W 2009 roku Orozco wrócił do Kolumbii, gdzie został graczem zespołu Atlético Nacional. W trakcie sezonu 2010 odszedł stamtąd do Envigado FC.

## Kariera reprezentacyjna
W reprezentacji Kolumbii Orozco zadebiutował w 2001 roku. W tym samym roku znalazł się w drużynie na Copa América. Na tamtym turnieju, wygranym przez Kolumbię, wystąpił tylko w spotkaniu z Peru (3:0).
W 2003 roku był członkiem kadry na Złotym Pucharze CONCACAF, z którego Kolumbia odpadła w ćwierćfinale. Na tamtym turnieju nie zagrał ani razu.
W 2004 roku Orozco ponownie został powołany do kadry na turniej Copa América. Zagrał na nim w meczach z Wenezuelą (1:0), Boliwią (1:0), Peru (2:2), Kostaryką (2:0), Argentyną (0:3) oraz Urugwajem (1:2), a Kolumbia zakończyła rozgrywki na 4. miejscu.
W latach 2001–2006 w drużynie narodowej Orozco rozegrał łącznie 20 spotkań.